# Lewis (seizoen 5)
Het vijfde seizoen van Lewis liep van 3 april 2011 tot en met 24 april 2011 en bevatte vier afleveringen. 

## Rolverdeling
- Kevin Whately - inspecteur Robert Lewis
- Laurence Fox - rechercheur James Hathaway
- Rebecca Front - chief superintendent Jean Innocent
- Clare Holman -  patholoog-anatoom Laura Hobson

## Afleveringen
| Nr. | Aflevering | Titel                        | Regisseur        | Schrijver                      | Selectie gastrollen | Uitzenddatum  |  |
| --- | ---------- | ---------------------------- | ---------------- | ------------------------------ | --- | ------------- |  |
| 17 | 1          | Old, Unhappy, Far Off Things | Nicholas Renton  | Russell Lewis                  | Zoe Telford - Freya Carlisle Melanie Kilburn - Pauline Turrill Kathryn O'Reilly - Poppy Toynton Juliet Stevenson - Diana Ellerby Hattie Morahan - Ruth Brooks Antonia Campbell-Hughes - Chloe Brooks Shannon Tarbet - Samantha Coyle | 3 april 2011  |  |
| Een reünie van een vrouwencollege wordt verstoord door een moord. Tijdens de afscheidsreceptie van professor Diana Ellerby wordt de oud-studente Puppy Toynton van de trap geduwd. Het onderzoek van Lewis en Hathaway brengt hen naar een onopgeloste zaak van tien jaar geleden, toen werd het zusje van een oud-studente zo zwaar mishandeld dat zij tot nu toe nog in coma ligt. Deze zaak is Lewis altijd blijven achtervolgen en hijvraagt tijdens het onderzoek hulp aan de voormalige rechercheur Ali McLennan. Nadat McLennan ook wordt vermoord, vermoeden Lewis en Hathaway dat de oplossing in de tien jaar oude zaak ligt. |            |                              |                  |                                | |               |  |
| 18 | 2          | Wild Justice                 | Hettie Macdonald | Stephen Churchett              | Ronald Pickup - Moreno Mancini Nicholas Sidi - Stephen Blackmore Siân Phillips - Adele Goffe Pamela Nomvete - Helen Parsons Daniel Ryan - Felix Sansome Amelia Bullmore - Caroline Hope Sorcha Cusack - Joanna Pinnock               | 10 april 2011 |  |
| Een vrouwelijke Amerikaanse bisschop wordt tijdens haar bezoek aan het St Gerard's College in Oxford vermoord met vergiftigde wijn. Lewis en Hathaway gaan op onderzoek uit. Zij vermoeden in eerste instantie dat zij werd vermoord om haar progressieve ideeën. Wanneer er nog twee moorden plaatsvinden, blijkt dat de moorden te maken hebben met de aanstaande verkiezing van een voorzitter voor het St Gerard’s College. Wanneer ze ontdekken dat een van de kandidaten een donker geheim met zich meedraagt, realiseren Lewis en Hathaway dat het motief twintig jaar geleden ontstaan is.                                      |            |                              |                  |                                | |               |  |
| 19 | 3          | The Mind Has Mountains       | Charles Palmer   | Patrick Harbinson              | Douglas Henshall - Alex Gansa Christina Cole - Claire Gansa Jack Roth - Jack Collins Nichola Burley - Karen Wilde Sophie Stanton - Shauna Malin Thomas Brodie-Sangster - Adam Douglas Lucy Liemann - Bethan Vickery                  | 17 april 2011 |  |
| Tijdens een medicijnentest in kleine kring sterft een kandidate door een klap op haar hoofd, Lewis en Hathaway moeten eerst uitzoeken of dit bewust werd gedaan of dat zij gevallen is. Al snel wordt duidelijk dat zij met een steen werd vermoord. Lewis en Hathaway vermoeden dat de dader gezocht moet worden in de eigen kring, en zetten hun aandacht vooral op de leider van de test, psychiater Alex Gansa. Terwijl de bewijzen tegen Gansa zich steeds meer opstapelen blijkt een ander persoon, die zich dicht bij Gansa ophoudt, anders te zijn dan dat zij zich voordoet.                                                   |            |                              |                  |                                | |               |  |
| 20 | 4          | The Gift of Promise          | Metin Hüseyin    | Dusty Hughes Stephen Churchett | Matt Orton - Elmo Woodeson Cherie Lunghi - Grace Orde Lucy Boynton - Zoe Suskin David Westhead - Leon Suskin Anna Chancellor - Judith Suskin Lorcan Cranitch - Liam Cullen Charlie Roe - Ronald Marsden Mark Aiken - Donald Voss     | 24 april 2011 |  |
| Lewis en Hathaway onderzoeken de moord op een zakenvrouw, die blijkbaar de vader van haar protegé afperste. Een autobiografie van de voormalige hoofd van de Security Service geeft Lewis een aanwijzing, en brengt hem naar Belfast en een romantische relatie in de IRA. |            |                              |                  |                                | |               |  |